# Discovery Real Time
Discovery Real Time – brytyjski kanał skierowany głównie do mężczyzn wyprodukowany przez Discovery Networks Europe. Kanał powstał po rozdzieleniu się Discovery Home & Leurise na Home & Health i Real Time.
Discovery Real Time posiada swoje wersje w krajach takich jak: Czechy, Francja, Włochy, Irlandia, Australia i krajach azjatyckich.
Popularność kanału spowodowała wypuszczenie na rynek spin-offu pod nazwą Discovery Real Time Extra.

## Najpopularniejsze programy
- American Chopper
- American Hot Rod
- Biker Build Off
- Fifth Gear
- Flying Heavy Metal
- Is Born series
- In a Fix
- Martin Shaw: Aviators
- Overhaulin
- Wheeler Dealers